# Serbia Open 2021 - Qualificazioni singolare femminile
Le qualificazioni del singolare del Serbia Open 2021 sono state un torneo di tennis preliminare per accedere alla fase finale della manifestazione. Le vincitrici dell'ultimo turno sono entrate di diritto nel tabellone principale. In caso di ritiro di una o più giocatrici aventi diritto a questi sono subentrati i Lucky loser, ossia i giocatori che hanno perso nell'ultimo turno ma che avevano una classifica più alta rispetto agli altri partecipanti che avevano comunque perso nel turno finale.

## Teste di serie
1. María Camila Osorio Serrano (qualificata)
2. Viktorija Tomova (ultimo turno, lucky loser)
3. Wang Xiyu (qualificata)
4. Kamilla Rachimova (qualificata)
5. Jaqueline Cristian (ultimo turno)
6. Nuria Párrizas Díaz (primo turno)

1. Cristina Bucșa (qualificata)
2. Anastasija Gasanova (ultimo turno)
3. You Xiaodi (ultimo turno)
4. Ana Konjuh (qualificata)
5. Daniela Seguel (ultimo turno)
6. Aleksandra Krunić (primo turno)

### Qualificate
1. María Camila Osorio Serrano
2. Ana Konjuh
3. Wang Xiyu

1. Kamilla Rachimova
2. Réka Luca Jani
3. Cristina Bucșa

### Lucky loser
1. Viktorija Tomova

## Tabellone

### Legenda
| - Q = Qualificato - WC = Wild card - LL = Lucky loser | - ALT = Alternate - SE = Special Exempt - PR = Protected Ranking | - w/o = Walkover - r = Ritirato - d = Squalificato |

### Sezione 1
|  | Primo turno | Primo turno                 | Primo turno      | Primo turno | Primo turno |  |  | Ultimo turno | Ultimo turno                | Ultimo turno                | Ultimo turno | Ultimo turno |  |
|  |             |                             |                  |             |             |  |  |              |                             |                             |              |              |  |
|  | 1           | María Camila Osorio Serrano | 6                | 67          | 6           |  |  |              |                             |                             |              |              |  |
|  |             | Dalma Gálfi                 | 3                | 7           | 4           |  |  | 1            | María Camila Osorio Serrano | María Camila Osorio Serrano | 6            | 6            |  |
|  | WC          | Draginja Vuković            | Draginja Vuković | 0           | 1           |  |  | 9            | You Xiaodi                  | You Xiaodi                  | 4            | 3            |  |
|  | 9           | You Xiaodi                  | You Xiaodi       | 6           | 6           |  |  |              |                             |                             |              |              |  |

### Sezione 2
|  | Primo turno | Primo turno      | Primo turno      | Primo turno | Primo turno |  |  | Ultimo turno | Ultimo turno     | Ultimo turno | Ultimo turno | Ultimo turno |  |
|  |             |                  |                  |             |             |  |  |              |                  |              |              |              |  |
|  | 2           | Viktorija Tomova | Viktorija Tomova | 7           | 6           |  |  |              |                  |              |              |              |  |
|  |             | Pemra Özgen      | Pemra Özgen      | 68          | 0           |  |  | 2            | Viktorija Tomova | 7            | 2            | 2            |  |
|  |             | Jule Niemeier    | 7                | 4           | 3           |  |  | 10           | Ana Konjuh       | 5            | 6            | 6            |  |
|  | 10          | Ana Konjuh       | 67               | 6           | 6           |  |  |              |                  |              |              |              |  |

### Sezione 3
|  | Primo turno | Primo turno    | Primo turno    | Primo turno | Primo turno |  |  | Ultimo turno | Ultimo turno   | Ultimo turno   | Ultimo turno | Ultimo turno |  |
|  |             |                |                |             |             |  |  |              |                |                |              |              |  |
|  | 3           | Wang Xiyu      | Wang Xiyu      | 6           | 6           |  |  |              |                |                |              |              |  |
|  | WC          | Linda Nosková  | Linda Nosková  | 1           | 1           |  |  | 3            | Wang Xiyu      | Wang Xiyu      | 6            | 6            |  |
|  |             | Lara Salden    | Lara Salden    | 5           | 65          |  |  | 11           | Daniela Seguel | Daniela Seguel | 3            | 3            |  |
|  | 11          | Daniela Seguel | Daniela Seguel | 7           | 7           |  |  |              |                |                |              |              |  |

### Sezione 4
|  | Primo turno | Primo turno         | Primo turno         | Primo turno | Primo turno |  |  | Ultimo turno | Ultimo turno        | Ultimo turno        | Ultimo turno | Ultimo turno |  |
|  |             |                     |                     |             |             |  |  |              |                     |                     |              |              |  |
|  | 4           | Kamilla Rachimova   | Kamilla Rachimova   | 6           | 6           |  |  |              |                     |                     |              |              |  |
|  | Alt         | Iva Šepa            | Iva Šepa            | 0           | 3           |  |  | 4            | Kamilla Rachimova   | Kamilla Rachimova   | 7            | 7            |  |
|  | WC          | Elena Milovanović   | Elena Milovanović   | 3           | 1           |  |  | 8            | Anastasija Gasanova | Anastasija Gasanova | 5            | 6            |  |
|  | 8           | Anastasija Gasanova | Anastasija Gasanova | 6           | 6           |  |  |              |                     |                     |              |              |  |

### Sezione 5
|  | Primo turno | Primo turno        | Primo turno | Primo turno | Primo turno |  |  | Ultimo turno | Ultimo turno       | Ultimo turno | Ultimo turno | Ultimo turno |  |
|  |             |                    |             |             |             |  |  |              |                    |              |              |              |  |
|  | 5           | Jaqueline Cristian | 6           | 0           | 6           |  |  |              |                    |              |              |              |  |
|  |             | Tena Lukas         | 0           | 6           | 4           |  |  | 5            | Jaqueline Cristian | 7            | 2            | 1            |  |
|  |             | Réka Luca Jani     | 6           | 62          | 6           |  |  |              | Réka Luca Jani     | 5            | 6            | 6            |  |
|  | 12          | Aleksandra Krunić  | 3           | 7           | 4           |  |  |              |                    |              |              |              |  |

### Sezione 6
|  | Primo turno | Primo turno         | Primo turno         | Primo turno | Primo turno |  |  | Ultimo turno | Ultimo turno     | Ultimo turno | Ultimo turno | Ultimo turno |  |
|  |             |                     |                     |             |             |  |  |              |                  |              |              |              |  |
|  | 6           | Nuria Párrizas Díaz | Nuria Párrizas Díaz | 4           | 1           |  |  |              |                  |              |              |              |  |
|  | WC          | Dejana Radanović    | Dejana Radanović    | 6           | 6           |  |  | WC           | Dejana Radanović | 4            | 0            | r            |  |
|  |             | Julija Hatouka      | Julija Hatouka      | 3           | 1           |  |  | 7            | Cristina Bucșa   | 6            | 2            |              |  |
|  | 7           | Cristina Bucșa      | Cristina Bucșa      | 6           | 6           |  |  |              |                  |              |              |              |  |